# Flaouna
Flaouna (en griego: φλαούνα, en turco: pilavuna) es un pastel relleno de queso procedente de la isla de Chipre, que puede incluir pasas o estar decorado con semillas de sésamo.  Los flaounes se preparan tradicionalmente en Pascua por los chipriotas ortodoxos, así como para el Ramadán por los chipriotas turcos musulmanes. Los nombres regionales de flaouna incluyen vlaouna, fesoudki (griego:φεσούδκι) en Karavas, y aflaouna en Karpasia.

## Historia
Los flaounes  se sirven tradicionalmente en Chipre a modo de comida de celebración para marcar la ruptura del ayuno de Cuaresma, por ello se preparan el Viernes Santo para ser consumidos a partir del Domingo de Pascua y durante las semanas siguientes por los cristianos ortodoxos. El proceso de preparación de los flaounes suele considerarse una tradición familiar compartida a través de varias generaciones.
El Libro Guinness de los récords tiene registrado el flaouna más grande jamás creado, a fecha del 11 de abril de 2012 por la compañía Carrefour en Limassol. El postre midió 2,45 metros (8.0 ft) de largo y 1,24 metros (4.1 ) de ancho, con un peso de 259,5 kilogramos (572 libras ).
Flaouna deriva del griego antiguo παλάθη (paláthē> flado> fladoonis> flauna), una torta de frutas en conserva o seca. 

## Receta
Flaounes es un pastel relleno con capas intercaladas de queso. La masa suele describirse como similar a la textura de la masa quebrada. El queso suele ser una mezcla de graviera, halloumi, anari fresco y/o kefalotyri. El plato se sirve tanto en caliente como en frío.